# La Clotte
La Clotte település Franciaországban, Charente-Maritime megyében. Lakosainak száma 708 fő (2022. január 1.). La Clotte Cercoux, Saint-Martin-de-Coux, Saint-Pierre-du-Palais, Lagorce és Chamadelle községekkel határos.

## Népesség
A település népességének változása:
| Lakosok száma | 484  | 475  | 475  | 531  | 697  | 701  | 708  | 717  | 713  | 708  |
|               | 1968 | 1982 | 1990 | 2006 | 2013 | 2015 | 2017 | 2019 | 2020 | 2022 |